# 国際宗教自由連合
国際宗教自由連合（英語: International Coalition for Religious Freedom ; ICRF）は、統一教会（世界平和統一家庭連合）の関連団体である。

## 沿革
1983年、アメリカ合衆国で宗教自由連合 (CRF) 発足。1998年、国際宗教自由連合日本委員会（以下、日本委員会）が設立され、講演会やシンポジウムを開催してきた。
1998年5月、国際宗教自由連合会長のブルース・カシーノが、東京で「新しい世紀と宗教の自由」日本会議を開催した。後援は統一教会の関連団体「ワシントン・タイムズ財団」であり、開会式で統一教会の関連団体「世界平和教授アカデミー」理事の入江通雅が歓迎の辞を述べた。
1999年9月、海外メディア「The Chronicle of Higher Education」は、国際宗教自由連合は統一教会から資金援助を受けていると報じた。
2004年9月14日、日本委員会は統一教会の関連団体「宗教新聞社」との共催で「宗教自由」に関する講演会を開催し、全国教育問題協議会顧問の杉原誠四郎が講演を行なった。
2024年7月22日、日本委員会の総会・講演会が開催され、全国教育問題協議会顧問の杉原誠四郎や、統一教会の関連団体「世界戦略総合研究所」評議員のペマ・ギャルポらが基調講演を行なった。
2024年12月6日、日本委員会は統一教会の関連団体「広島県平和大使協議会」との共催で、4カ都市巡回講演会の一環として、「日本の信教の自由と民主主義の危機」広島大会を開催した。統一教会の関連団体「天宙平和連合（UPF）-Japan」の大塚克己議長が基調講演をした。
同年12月8日、日本委員会は、「日本の信教の自由と民主主義の危機」東京大会を開催した。日本委員会の招聘により統一教会会長の田中富広も講演した。
同年12月9日、日本委員会は統一教会の関連団体「愛知県平和大使協議会」との共催で、「日本の信教の自由と民主主義の危機」名古屋大会を開催した。

## 役員
理事
トーマス・G・ウォルシュ - 統一教会の関連団体「天宙平和連合（UPF）」世界会長、天宙平和連合（UPF）の英語版の機関紙「UPF TODAY」発行人、統一教会の関連団体「WANGO」国際評議員
日本委員会委員長
伊東正一 - 統一教会の関連団体「福岡県平和大使協議会」副議長、統一教会の関連団体「世界平和青年学生連合(YSP)」福岡支部顧問、韓国研究センター教授、九州大学名誉教授
日本委員会副委員長
ペマ・ギャルポ - 統一教会の関連団体「世界戦略総合研究所」評議員、拓殖大学国際日本文化研究所教授、岐阜女子大学南アジア研究センター所長
日本委員会上級研究員
魚谷俊輔 - 統一教会の関連団体「天宙平和連合（UPF）」日本事務総長、統一教会の関連団体「国際勝共連合」事務総長、統一教会の関連団体「世界平和連合」事務総長

## 所在地
2025年7月時点の日本委員会の所在地は東京都新宿区新宿5-13-2。東京都新宿区新宿5-13-2にある成約ビルの概要および主な入居団体は下記のとおり（2022年8月の時点）。
- 建物名称：成約ビル
- 所在地：東京都新宿区新宿5-13-2
- 建物規模：地上5階

| 5F | UPF-Japan、平和大使協議会 |
| 4F | 真の家庭運動推進協議会、一般財団法人国際ハイウェイ財団、日本純潔同盟、 世界平和宗教連合、孝情教育文化財団、宗教新聞社、統一思想研究院 |
| 3F | 世界平和統一家庭連合東京同胞教会 |
| 2F | 世界平和教授アカデミー、世界平和青年学生連合、平和統一聯合、 アジアと日本の平和と安全を守る全国フォーラム、日韓トンネル推進全国会議   |
| 1F | （セミナールーム） |